# Tracuateua
Tracuateua este un oraș în Pará (PA), Brazilia.